# Дринов, Марин Степанович
Марин Стоянов Дринов (болг. Марин Стоянов Дринов, в России — Марин Степанович Дринов) (1838—1906) — болгарский историк и филолог, общественный деятель болгарского национального возрождения. Большую часть своей жизни проработал в Российской империи. Один из основоположников болгарской историографии, первый президент Болгарского литературного общества (ныне Болгарская академия наук). Один из отцов-основателей возрождённого в 1878 году Болгарского государства.

## Биография
Сын ремесленника, один из 10 детей в семье. Начальное образование получил в 4-классном училище по месту рождения, затем на средства общины городка Панагюриште был вместе с другими болгарскими юношами отправлен для получения образования в Киевскую духовную семинарию, которую окончил в 1861 году, поступил в Московский университет на историко-филологический факультет. В 1865—1871 работал в Австрии и в Италии, разыскивая там документы по болгарской истории, некоторое время жил в Праге. В конце 1860-х годов Дринов начал печатать статьи в болгарских изданиях «Народность», «Македония» и «Право». В 1869 г. Дринов издал сочинения: «История Болгарской церкви» и «О происхождении болгарского народа», встреченные болгарами сочувственно, особенно первое из них, дававшее опору для духовной борьбы с греками-фанариотами. Русский перевод этого сочинения напечатан в «Православном Обозрении» 1870-м. Дринов (наряду с В. Стояновым, Жинзифовым и Бончовым) основал научно-литературное общество «Болгарско книжевно дружество»(Брэила, Румыния). Дринов стал первым председателем дружества.
В его магистерской диссертации «Заселение Балканского полуострова славянами» (Москва, 1873) приведены доказательства, что заселение Балканского полуострова славянами шло поэтапно, в III—VII столетиях. В 1873 г. Дринов получил степень магистра и стал лектором по славистике в Харьковском университете. С 1876 года — профессор. Автор фундаментальных работ о болгарском народе, древнейшей истории славян, о славяно-византийских отношениях, об истории Болгарской церкви. Дринов выступал за независимость оной от Константинопольского патриархата.
После освобождения Болгарии в 1878 году Дринов приехал на родину. Князь А. М. Дондуков-Корсаков назначил Дринова Софийским вице-губернатором, а затем — министром народного просвещения и духовных дел. Дринов стал соавтором Тырновской конституции. Однако, в ответ на предложение австрийского правительства объявить столицей Болгарии Велико Тырново, — настоял, чтобы ею сделалась София.
В 1878 г. Дринов составил первый «Временный устав народных школ», определивший структуру школьной системы в Болгарии и содержание учебных программ. Согласно уставу создавалась трёхстепенная система народных училищ с бесплатным обучением и стипендиями для бедных:
- Обязательная для всех начальная школа с 3-летним курсом обучения,
- Средняя (двухклассная),
- Главная (четырёхклассная).

В больших городах предлагалось открывать реальные и классические гимназии. Дринов создал фонд помощи болгарам, получающим образование за границей (гл. обр. в России). Основал в Софии Народную библиотеку и Археологический музей.
Дринов ввёл 32-буквенный гражданский алфавит, употреблявшийся в Болгарии до 1892 года, а с небольшими коррективами — до 1945 года (с буквами ять и юс малый, а также с немыми ь и ъ на конце слов).
В 1879 году Дринов вернулся в Харьков и продолжал там работать до конца жизни. Член-корреспондент Петербургской АН (1898), член многих зарубежных научных обществ.
Умер 13 марта 1906 года от туберкулёза.
Именем Дринова называется академическое издательство Болгарской АН.

## Труды
- Дринов, М. Поглед върху произхождението на българския народ и началото на българската история. Пловдив-Русчук-Велес, 1869 (недоступная ссылка)
- Дринов, М. Исторически преглед на Българската църква от самото ѝ начало и до днес. Виена, 1869 (недоступная ссылка)
- Дринов, М. Заселение Балканского полуострова славянами. — Чтения в Императорском обществе истории и древностей российских при Московском университете, 1872, № 4, 1-175 (недоступная ссылка)
- Дринов, М. Южные славяни и Византия в X веке. — Чтения в Императорском обществе истории и древностей российских при Московском университете, 1875, № 3, III. Материалы славянские, 1-152 (недоступная ссылка)
- Дринов, М. О некоторых трудах Димитрия Хоматиана, как историческом материале. I. — Византийский временник, Т. I (1894), 319—340
- Дринов, М. О некоторых трудах Димитрия Хоматиана, как историческом материале. II. — Византийский временник, Т. II (1895), 1-23